# Boccardia jubata
Boccardia jubata är en ringmaskart som beskrevs av Rainer 1973. Boccardia jubata ingår i släktet Boccardia och familjen Spionidae. Inga underarter finns listade i Catalogue of Life.